# Momia incaica

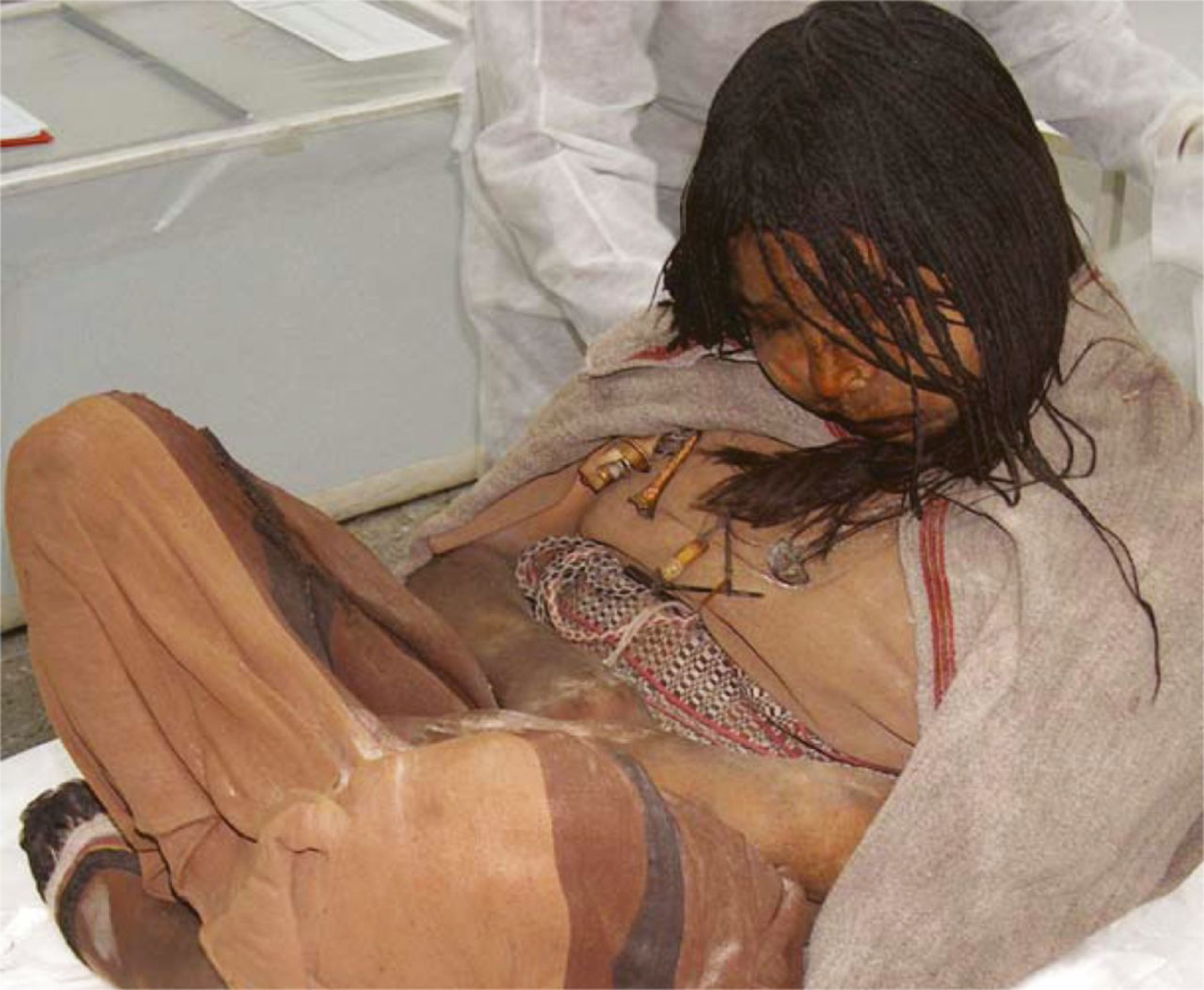
Una de las momias de Llullaillaco, halladas en la provincia de Salta (Argentina).

Al parecer, los incas en sus sacrificios religiosos ofrendaban normalmente víctimas sustitutorias, como llamas. El Inca Garcilaso de la Vega y el jesuita Blas Valera (1548-1598), experto en quechua e Historia del Perú, niegan que practicaran sacrificios humanos. María Concepción Bravo Guerreira dice:

Numerosas informaciones, corroboradas por estudios arqueológicos, nos permiten afirmar que, aun cuando no fue muy usual, esta práctica no fue ajena a las manifestaciones religiosas de los incas. Las víctimas humanas (“copaccochas”), niños o adolescentes sin mácula ni defecto, eran sacrificadas con ocasión de ceremonias importantes en honor de divinidades y huacas, y también para propiciar buenas cosechas o ahuyentar desastres de pestes o sequías” (AV, Cultura y religión, 290; + 271).

Recientes investigaciones, hechas en la región selvática sureste del Perú, han comprobado en ciertas tribus la persistencia actual del sacrificio ritual de doncellas (25/05/1997).
Felipe Guamán Poma de Ayala, cuando describe al detalle el calendario cívico–religioso de los incas, hace ver que los sacrificios humanos se producían entre los incas, no precisa la época, de forma ordinaria; así por ejemplo, en la fiesta Inti Raymi de junio (Nueva Crónica, 247), en la Chaqra Yapuy Killa (mes de arar) de agosto (251) o en la Qhapaq Inti Raymi (fiesta del señor Sol) (259). El inca supremo es quien ordenaba las normas de estos sacrificios (265, 273), y los tukuy rikuq (corregidores) y michuq (jueces) debían rendirle cuentas de su fiel ejecución (271).
Al respecto, todo parece indicar que sí existieron sacrificios humanos en forma ocasional como, por ejemplo, ante la presencia de fenómenos aleatorios como el caso de grandes terremotos, producto de las placas tectónicas, común en Perú, Ecuador, Chile y Argentina, debida a la Placa de Nazca, que los incas atribuían a la furia o enojo de los apus.
Confirman lo afirmado, además de confirmar la presencia inca en el norte de Argentina (Tucumán), la presencia de la Momia Juanita, muerta alrededor del 1450 en las faldas del Ampato en Arequipa, Perú, la Momia Urpicha (Pichu Pichu), la Momia Sarita (Sara Sara), cinco momias encontradas en el nevado Misti y las Momias de Llullaillaco, encontradas en el nevado Llullaillaco, Salta, Argentina.
En tanto, el niño del cerro El Plomo corresponde a una ofrenda inca en el marco de la Capacocha, del siglo XV. Fue encontrado en febrero de 1954 por arrieros en el cerro el Plomo, ubicado frente a la ciudad de Santiago. El cuerpo se conserva en una cámara especial, situada en al Área de Antropología del Museo Nacional de Historia Natural de Chile.